# Amal Mellouk
Amal Mellouk (en arabe : أمل ملوك) est une judokate marocaine.

## Carrière
Amal Mellouk est médaillée de bronze dans la catégorie des moins de 78 kg aux Championnats d'Afrique de judo 2006 se déroulant à Maurice.